# جوزفين أميرة الدنمارك
جوزفين أميرة الدنمارك (بالدنماركية: Prinsesse Josephine)‏ (8 يناير 2011) ابنة فريدريك ملك الدنمارك وزوجته ماري ملكة الدنمارك وتعتبر الحفيده السابعه لمارغريت الثانية ملكة الدنمارك.